# Мартелли, Эдриенн
Эдриенн Элизабет Мартелли (англ. Adrienne Elizabeth Martelli; род. 3 декабря 1987, Глендейл, Калифорния) — американская гребчиха, выступавшая за сборную США по академической гребле в период 2009—2016 годов. Бронзовая призёрка летних Олимпийских игр в Лондоне, чемпионка мира, победительница многих регат национального и международного значения.

## Биография
Эдриенн Мартелли родилась 3 декабря 1987 года в Глендейле, штат Калифорния. Училась в старшей школе Curtis Senior High School, затем окончила Вашингтонский университет.
Заниматься академической греблей начала в 2006 году. Во время учёбы в университете состояла в местной гребной команде «Вашингтон Хаскис», в составе которой неоднократно принимала участие в различных студенческих регатах. Позже проходила подготовку в Гребном тренировочном центре Соединённых Штатов в Принстоне.
Впервые заявила о себе в гребле на международной арене в 2009 году, выиграв серебряную медаль в распашных рулевых восьмёрках на молодёжном мировом первенстве в Рачице.
Первого серьёзного успеха на взрослом международном уровне добилась в сезоне 2010 года, когда вошла в основной состав американской национальной сборной и побывала на чемпионате мира в Карапиро, откуда привезла награду бронзового достоинства, выигранную в зачёте безрульных четвёрок — в решающем заезде пропустила вперёд экипажи из Нидерландов и Австралии.
На мировом первенстве 2011 года в Бледе стала серебряной призёркой в парных четвёрках, уступив в финале только экипажу из Германии.
Благодаря череде удачных выступлений удостоилась права защищать честь страны на летних Олимпийских играх 2012 года в Лондоне — в составе парного четырёхместного экипажа, куда также вошли гребчихи Натали Делл, Кара Колер и Меган Калмо, в главном финале пришла к финишу третьей позади команд из Украины и Германии — тем самым завоевала бронзовую олимпийскую медаль.
После лондонской Олимпиады Мартелли осталась в составе гребной команды США на ещё один олимпийский цикл и продолжила принимать участие в крупнейших международных регатах. Так, в 2014 году на чемпионате мира в Амстердаме она выиграла серебряную медаль в безрульных четвёрках, проиграв на финише спортсменкам из Новой Зеландии.
На чемпионате мира 2015 года в Эгбелете была лучшей в зачёте безрульных четвёрок, кроме того, в парных четвёрках получила бронзу на этапе Кубка мира в итальянском Варезе.
Находясь в числе лидеров американской национальной сборной, Эдриенн Мартелли благополучно прошла отбор на Олимпийские игры 2016 года в Рио-де-Жанейро — здесь вновь стартовала в парных четвёрках, но на сей раз в финале пришла к финишу пятой. Вскоре по окончании этих соревнований приняла решение завершить спортивную карьеру.